# Nokia 7250

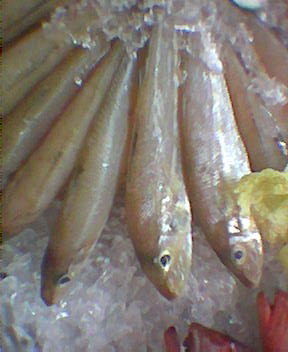
Hình cá Sillago chụp bởi Nokia 7250 tại siêu thị Metro ở Philippin

Nokia 7250 là chiếc điện thoại di động được thiết kế theo dạng thanh và vỏ ngoài khá bắt mắt với nhiều tông màu khác nhau. Chức năng của 7250 không nhiều và chỉ giới hạn ở những tính năng cơ bản như: Nghe, gọi, nhắn tin MMS/SMS, camera của máy chỉ có độ phân giải 352 x 288 pixel. Ngoài ra, 7250 còn hỗ trợ duyệt WAP qua GPRS, các ứng dụng trên nền Java và chức năng nghe radio tích hợp sẵn trong máy. Phiên bản tiếp theo của 7250 là Nokia 7250i.
Tuy vậy, ở thời điểm ra mắt, nokia 7250(và 7250i) được xếp vào hàng "thời thượng" xa xỉ, đắt tiền với 2 tính năng "cao cấp" là màn hình màu và camera kỹ thuật số.

## Tổng quan
- Kích thước: 105x44x19 mm
- Trọng lượng: 92 gram
- Stereo FM radio tích hợp
- Nhạc chuông 4 âm sắc MIDI
- Trò chơi và các ứng dụng trên nền Java
- Trình duyệt WAP 1.2.1 qua GPRS Class 4 (3+1 slots)
- HSCSD 432 (kbps)
- Từ điển T9 đoán trước văn bản nhập
- Trình duyệt xHTML
- Máy tính
- Ghi âm giọng nói
- Cổng USB với giao diện Pop-Port
- Loa speaker tích hợp
- 3 Băng tần: GSM900/1800/1900
- Pin chuẩn: Li-Ion (BLD-3) 780mAh

## Liên kết tham khảo
Tư liệu liên quan tới NOKIA 7250 tại Wikimedia Commons